# Robert Greene (pisarz)
Robert Greene (ur. 14 maja 1959 w Los Angeles) – amerykański autor książek na temat strategii, władzy i uwodzenia.
11 lipca 2006 założył blog Power, Seduction and War: The Robert Greene Blog jako jedną ze stron na Tucker Max Rudius Media.

## Publikacje
48 praw władzy (The 48 Laws of Power) to pierwsze dzieło Greene’a wydane w 1998 we współpracy z Joostem Elffersem. Wśród tych 48 praw można znaleźć np. Prawo 3: „Zachowaj w tajemnicy twoje intencje” czy Prawo 15: „Kompletnie zniszcz swojego wroga”.
Jego druga książka Sztuka uwodzenia (The Art of Seduction) z 2001 r. ma podobny układ i wydźwięk jak 48 praw władzy, ale skupia się na subtelnej perswazji. Opisuje postacie historyczne jak Casanova lub lord Byron i analizuje metody uwodzenia.
33 strategie wojny (The 33 Strategies of War) to zbiór dyskusji i przykładów strategii ofensywnych i defensywnych wydany w 2006. Omawia taktyki m.in. Napoleona Bonapartego, Aleksandra Wielkiego, Lawrence’a z Arabii, przebieg ofensywy Tết.
Książkę 50. prawo (The 50th Law) Greene napisał wraz z raperem 50 Cent. Treść opiera się na stosowaniu nadrzędnego prawa: „Niczego się nie bój” (Fear nothing).

### Wydania angielskojęzyczne
- The 48 Laws of Power, we współpracy z Joostem Elffersem (1998)
- The Art of Seduction, we współpracy z Joostem Elffersem (2001)
- The 33 Strategies of War, we współpracy z Joostem Elffersem (2006)
- The 50th Law, z raperem 50 Cent (2009)
- Mastery (2012)
- The Laws of Human Nature (2018)
- The Daily Laws (2021)

### Wydania polskie
- 48 praw władzy. Potęga władzy i manipulacji (The 48 Laws of Power), wydanie 1: Jacek Santorski & Co., Warszawa 2005, przekład: Krzysztof Drozdowski, 165 stron, format A5, oprawa miękka, ISBN 83-60207-11-9
- 48 praw władzy. Jak wykorzystać manipulację do osiągnięcia przewagi (The 48 Laws of Power), wydanie 2: Jacek Santorski & Co., Warszawa 2009, przekład: Krzysztof Drozdowski, stron 158, format 13,5 × 20,5 cm, oprawa miękka, ISBN 978-83-7554-103-8
- Sztuka uwodzenia (The Art of Seduction), wydanie 1: Jacek Santorski & Co., Warszawa 2007, przekład: Paweł Luboński, 192 strony, oprawa miękka, ISBN 978-83-60207-14-7
- Sztuka uwodzenia (The Art of Seduction), wydanie 2: Jacek Santorski & Co., Warszawa 2009, przekład: Paweł Luboński, 200 stron, 13,5 × 20,5 cm, oprawa miękka, ISBN 978-83-7554-104-5
- Prawa ludzkiej natury (The Laws of Human Nature), wydanie 1: Helion SA, Gliwice 2020, przekład: Leszek Sielicki, 568 stron, 16,4 × 23,9 cm, oprawa twarda, ISBN 978-83-283-9484-1
- 33 strategie wojny (The 33 Strategies of War), wydanie 1: Czarna Owca, Warszawa 2023, przekład: Tomasz Wyżyński, 206 stron, 13,5 × 20,5 cm, oprawa twarda, ISBN 978-83-8252-322-5
- Prawo odwagi. Siła, która na zawsze odmieni Twoje życie (The 50th Law) [we współpracy z raperem 50 Cent], wydanie 1: Helion SA, Gliwice 2010, przekład: Marta Czub, 296 stron, 14,0 × 20,8 cm, oprawa miękka, ISBN 978-83-283-9871-9
- Prawa na każdy dzień. 366 medytacji o mocy, uwodzeniu, biegłości i naturze ludzkiej (The Daily Laws: 366 Meditations on Power, Seduction, Mastery, Strategy, and Human Nature), Helion SA, Gliwice 2022, przekład: Joanna Sugiero, Magda Witkowska, Leszek Sielicki, 464 strony, 16,4 × 23,9 cm, oprawa twarda, ISBN 978-83-283-9161-1
- Jak zostać mistrzem. Trening doskonałości (Mastery), Helion SA, Gliwice 2014, przekład: Magda Witkowska, 332 strony, ISBN 978-83-246-6976-9

## Blog: Władza, uwodzenie i wojna (Power, Seduction and War)
Na blogu PowerSeductionandWar.com Greene ocenia aktualne wydarzenia z perspektywy swoich książek. Krytykuje strategie osób publicznych, np. Michaela Moore’a, Billa O’Reilly’ego i Władimira Putina. Pisał o niektórych autorach, na których się wzorował, np. Niccolò Machiavellim, którego czyta co roku, i Johnie Boydzie, którego filozofię uważa za zgodną z „bezwzględnymi czasami”.

## W kulturze popularnej
Raperzy Kanye West i Young Buck rapowali na temat książki Greene’a 48 praw władzy (The 48 Laws of Power), wymieniając tytuł książki. Wielokrotny zdobywca platyny, raper Busta Rhymes, opisywał, jak książka Greene’a pomogła mu w realizacji filmu.